# 1989-es cannes-i filmfesztivál
A 42. Cannes-i Nemzetközi Filmfesztivál 1989. május 11. és 23. között került megrendezésre, Wim Wenders nyugatnémet filmrendező elnökletével. A hivatalos versenyprogramban 22 nagyjátékfilm és 10 rövidfilm szerepelt; az Un certain regard szekcióban 18, míg versenyen kívül 10 alkotást vetítettek. A párhuzamos rendezvények Kritikusok Hete szekciójában 11 nagyjátékfilmet és 8 kisfilmet mutattak be, a Rendezők Kéthete elnevezésű szekció keretében pedig 15 film vetítésére került sor.

## Az 1989-es fesztivál
A cannes-i fesztivál is megemlékezett a francia forradalom közelgő 200. évfordulójáról. Ebből az alkalomból „Cinéma & Liberté” elnevezéssel találkozót szerveztek, melyre mintegy 100 filmrendezőt hívtak meg, továbbá a világ 36 olyan filmjéből készítettek montázsfilmet, amelyeket valamilyen formában a forradalom ihletett (Liberté).
A versenyben indított filmrendezők tekintetében az 1989-es év erős volt: a két kiemelkedő francia, Bertrand Blier és Patrice Leconte mellett számolni kellett az új erőre kapott amerikai független film számos képviselőjével (Jim Jarmusch, Spike Lee, illetve Steven Soderbergh), az ausztrál erősségekkel (Fred Schepisi és a fiatal Jane Campion), az olaszok közül a „nagy öreg” Ettore Scola és a szárnyait bontogató Giuseppe Tornatore, valamint a kanadai Denis Arcand és Atom Egoyan jelenlétével, nem beszélve a japán Imamuráról és a jugoszláv Kusturicáról.

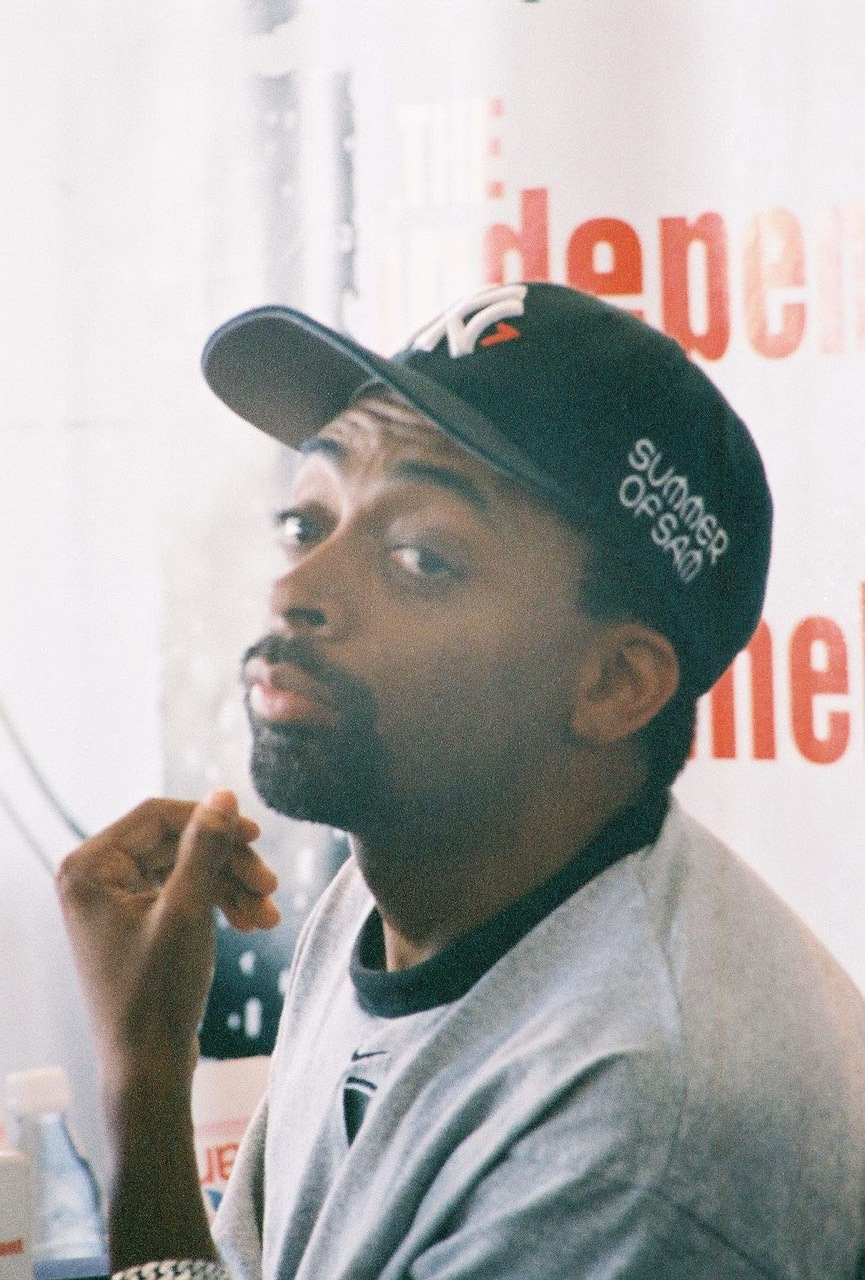
Spike Lee (2004)

Ilyen mezőnyben a zsűrinek nem volt könnyű dolga. A Wim Wenders vezette testület a fiatal Soderbergh Szex, hazugság, videó című filmdrámájának ítélte az Arany Pálmát. Noha a döntés egyben visszaigazolta az azóta kultfilmmé vált alkotás közönségsikerét, az „ismeretlen amerikai” fődíjjal történt kitüntetése a szakmai berkekben meglepetést keltett. A díjat a záróvetítésen bemutatott Tüzes alkony két főszereplője Jane Fonda és Gregory Peck nyújtotta át a rendezőnek (maga Gregory Peck is elismerésben részesült: életművét különdíjjal jutalmazták). Soderbergh filmje további díjakat is besöpört: elnyerte a FIPRESCI díját, főszereplője, a Croisette sztárja, James Spader pedig a legjobb férfi alakítás díját.

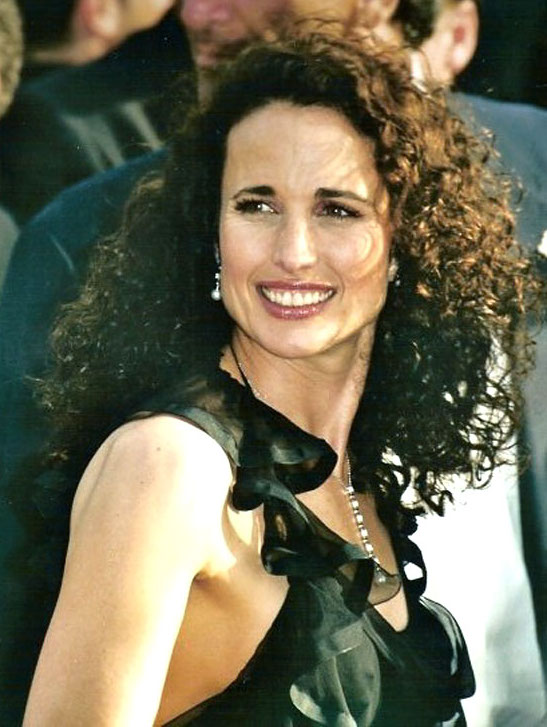
Andie MacDowell

Ugyancsak meglepetésnek számított, hogy a zsűri nagydíját megosztva kapta Blier Túl szép hozzád című alkotása és egy „ismeretlen olasz”, Tornatore Cinema Paradisoja. Emir Kustorica vehette át a legjobb rendezésért járó díjat a Cigányok ideje című alkotásáért. A legjobb művészi hozzájárulás díját az ugyancsak amerikai független, Jarmusch Mystery Train című filmje kapta, a zsűri díját pedig Arcand Montreáli Jézus című filmdrámája. A legjobb női alakításért a már nemzetközi hírnevet szerzett, azonban Cannes-ban először szereplő színésznő, Meryl Streep vehetett át díjat, az ausztrál Sikoly a sötétben főszereplőjeként.

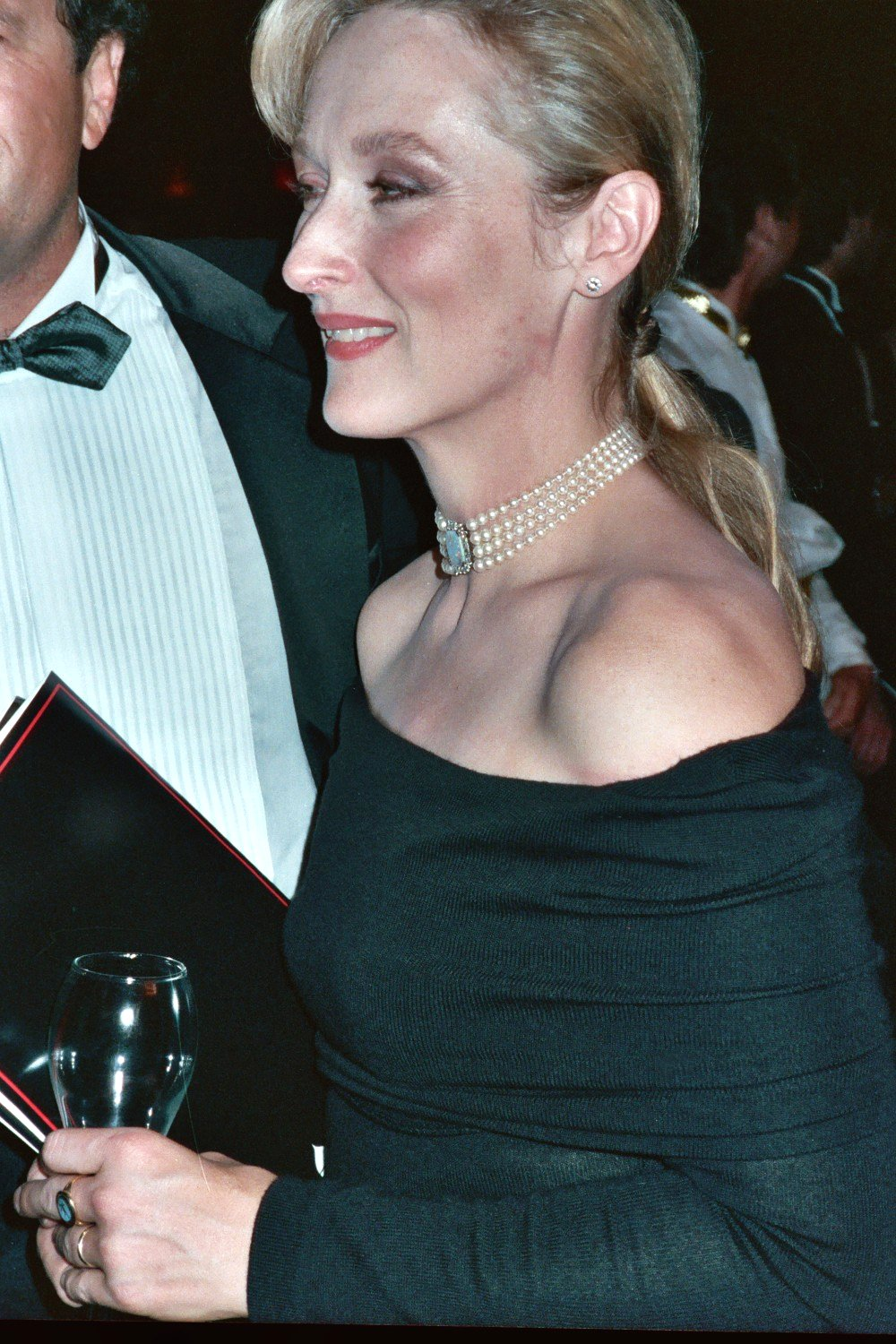
Meryl Streep (1989)

A Croisette leginkább keresett sztárja 1989-ben egyértelműen a Szex, hazugság, videó főszereplője, James Spader lett, Andie MacDowell oldalán. Nagyszerű alakításával tette magát emlékezetessé Mickey Rourke (Assisi Szent Ferenc), Donald Sutherland (Bukott angyalok), Klaus Maria Brandauer (Pókháló), Marcello Mastroianni, Massimo Troisi és Marina Vlady (Splendor), valamint Nastassja Kinski és Timothy Hutton (Tavaszi vizek). A nézők ismét megcsodálhatták Peter O’Toole-t, Alec Guinnesst és Anthony Quinnt a retrospektív vetítésen bemutatott Arábiai Lawrence-ben, továbbá az egymást jól kiegészítő párost, Woody Allent és Mia Farrow-t a New York-i történetekben. A mezőnyből kiemelkedett még John Hurt és Bridget Fonda (Botrány), Gérard Depardieu, Josiane Balasko és Carole Bouquet (Túl szép hozzád), a két filmben is főszerepet játszó Sandrine Bonnaire (Monsieur Hire, Peaux de vaches), valamint a Cinema Paradiso nyájas Alfredojának szerepében Philippe Noiret.
A Rendezők Kéthete mezőnyéből említést érdemel Michael Haneke A hetedik kontinens, Wayne Wang A szemük sem áll jól, Karen Sahnazarov Zéró város, Charles Lane Mesék a járdán, továbbá Atom Egoyan Szöveges szerepek című alkotásai. A humoráról is jól ismert Roberto Benigni már jóval a rendezvény befejezése előtt önmagának ítélte a fődíjat a rendezvény katalógusában: „A szerző köszönetet mond (…) a zsűri egészének, hogy az Il piccolo diavolo-ban szét tudta választani az emberi lélek két legnagyobb erényét: a szerénységet és az alázatosságot.” A Rendezők Kéthete 1989-ben elhagyta a Hilton szállodakomplexummá átalakuló Croisette Palotát, vetítései a fesztiválpalota Debussy-termében, valamint az Arcades moziban zajlottak.
A fesztivál magyar sikert is hozott: Enyedi Ildikó filmje, az Un certain regard szekcióban vetített Az én XX. századom megkapta a legjobb első filmnek járó Arany Kamerát. A fesztivál magyar vonatkozásként megemlíthető, hogy az amerikai Jerry Schatzberg Találkozás című alkotásának díszlettervezője Trauner Sándor volt. A fesztiválra kiutazott hivatalos magyar filmdelegáció tagjai: Enyedi Ildikó rendező, Dorotha Segda színésznő és Oleg Ivanovics Jankovszkij színész.
Különös, de jellemző cannes-i történet: a rövidfilmek Arany Pálmáját a versenyen kívül vetített, 3 perces filmklipek sorozatából álló 50 ans kapta, amely a Kanadai Nemzeti Filmbizottság 50. születésnapjára készült.

## Zsűri

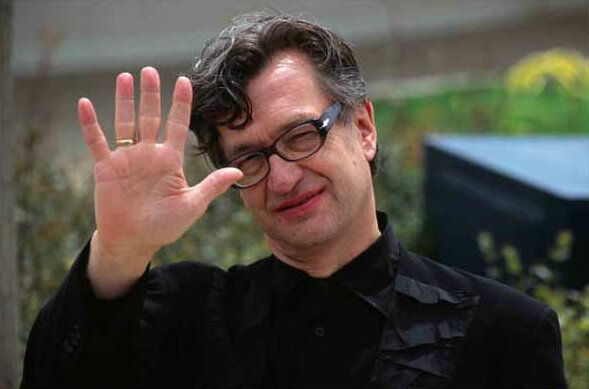
Wim Wenders (2000)

### Versenyprogram
- Wim Wenders, filmrendező –  NSZK – a zsűri elnöke
- Christine Gouze-Rénal, filmproducer –  Franciaország
- Claude Beylie, filmkritikus –  Franciaország
- Georges Delerue, zeneszerző –  Franciaország
- Héctor Babenco, filmrendező –  Brazília
- Krzysztof Kieślowski, filmrendező –  Lengyelország
- Peter Handke, forgatókönyvíró –  NSZK
- Renée Blanchar, forgatókönyvíró –  Kanada
- Sally Field, (színésznő –  Amerikai Egyesült Államok
- Silvio Clementelli, producer –  Olaszország

### Arany Kamera
- Raf Vallone, színész –  Olaszország – a zsűri elnöke
- Bernard Jubard, filmtörténész –  Franciaország
- Klaus Eder, újságíró –  NSZK
- Peter Scarlet, filmkedvelő –  Amerikai Egyesült Államok
- Philippe Maarek, filmkritikus –  Franciaország
- Moustafa Salah Hashem, újságíró –  Egyiptom
- Suzanne Schiffman, forgatókönyvíró –  Franciaország
- Yvan Gauthier, filmkedvelő –  Franciaország

## Hivatalos válogatás

### Nagyjátékfilmek versenye

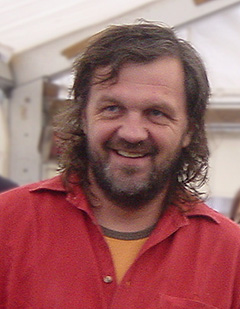
Emir Kusturica, (2005)

- Chimère (Légvárak)[4] – rendező: Claire Devers
- Das Spinnennetz (Pókháló) – rendező: Bernhard Wicki
- Do the Right Thing (Szemet szemért) – rendező: Spike Lee
- Dom za vesanje (Cigányok ideje) – rendező: Emir Kusturica
- El niño de la luna – rendező: Agustí Villaronga
- Evil Angels[5] (Sikoly a sötétben) – rendező: Fred Schepisi
- Francesco (Assisi Szent Ferenc) – rendező: Liliana Cavani
- Jésus de Montréal (Montreáli Jézus)[6] – rendező: Denys Arcand
- Kuarup – rendező: Ruy Guerra
- Kuroi ame (Fekete eső) – rendező: Imamura Sóhei
- Kvinnorna på taket (Nők a tetőn) – rendező: Carl-Gustav Nykvist
- Lost Angels (Bukott angyalok) – rendező: Hugh Hudson
- Monsieur Hire (Monsieur Hire) – rendező: Patrice Leconte
- Mystery Train – rendező: Jim Jarmusch
- Nuovo cinema Paradiso (Cinema Paradiso) – rendező: Giuseppe Tornatore
- Reunion (Találkozás) – rendező: Jerry Schatzberg
- Rosalie Goes Shopping (Rosalie vásárolni megy) – rendező: Percy Adlon
- Sex, Lies, and Videotape (Szex, hazugság, videó) – rendező: Steven Soderbergh
- Splendor – rendező: Ettore Scola
- Sweetie – rendező: Jane Campion
- Torrents of Spring (Tavaszi vizek) – rendező: Jerzy Skolimowski
- Trop belle pour toi (Túl szép hozzád) – rendező: Bertrand Blier

### Nagyjátékfilmek versenyen kívül
- 1001 films – rendező: André Delvaux
- 50 ans – rendező: Gilles Carle
- Ganashatru (A nép ellensége)[4] – rendező: Satyajit Ray
- Lawrence of Arabia (Arábiai Lawrence) – rendező: David Lean
- Le peuple singe (Majmok népe) – rendező: Gérard Vienne
- Liberté – rendező: Laurent Jacob
- New York Stories (New York-i történetek) – rendező: Martin Scorsese, Francis Ford Coppola és Woody Allen
- Old Gringo (Tüzes alkony) – rendező: Luis Puenzo
- Orapronobis – rendező: Lino Brocka
- Scandal (Botrány) – rendező: Michael Caton-Jones

### Un Certain Regard
- Az én XX. századom – rendező: Enyedi Ildikó
- Barroco – rendező: Paul Leduc
- Devět kruhů pekla – rendező: Milan Muchna
- Dharmaga tongjoguro kan kkadalgun (Miért hagyta el Bódhidharma Keletet)[4] – rendező: Pe Jung-kjun (배용균, Bae Yong-Kyun)
- Il decimo clandestino (A titkos tizedik) – rendező: Lina Wertmüller
- Malpractice – rendező: Bill Bennett
- Osibki junoszti (Ошибки юности) – rendező: Borisz Frumin
- Peaux de vaches – rendező: Patricia Mazuy
- Safa'ih min dhahab – rendező: Nouri Bouzid
- Santa sangre (Szent vér) – rendező: Alejandro Jodorowsky
- Schwarze Sünde – rendező: Danièle Huillet és Jean-Marie Straub
- Szmercs (Смерч) – rendező: Bako Szadikov
- The Prisoner of St. Petersburg – rendező: Ian Pringle
- Treffen in Travers – rendező: Michael Gwisdek
- Venus Peter (Vénusz Péter) – rendező: Ian Sellar
- Voices of Sarafina! – rendező: Nigel Noble
- Wired – rendező: Larry Peerce
- Zugzwang[7] – rendező: Mathieu Carrière

### Rövidfilmek versenye
- Beau fixe sur Cormeilles – rendező: Gilles Lacombe
- Blind Alley – rendező: Emmanuel Salinger
- Full Metal Racket – rendező: William Nunez
- Kitchen Sink – rendező: Alison Maclean
- Muzné hry – rendező: Jan Švankmajer
- Papa Carlo teater – rendező: Rao Heidmets
- Performance Pieces – rendező: Tom Abrams
- Segu janjo – rendező: Mambaye Coulibaly
- The Persistent Peddler – rendező: Claude Cloutier
- Yes We Can – rendező: Faith Hubley

## Párhuzamos rendezvények

### Kritikusok Hete

#### Nagyjátékfilmek
- Arabe – rendező: Fadhel Jaibi et Fadhel Jaziri
- Csjornij kvadrat (Чёрный квадрат) – rendező: Joszif Paszternák
- Die Toten Fische – rendező: Michael Synek
- Duende – rendező: Jean-Blaise Junod
- Jun no macsi (潤の街) – rendező: U Sun Kim
- Louss, warda al-rimal – rendező: Mohamed Rachid Benhadj
- Montalvo et l'enfant – rendező: Claude Mouriéras
- Tjoet Nja' Dhien – rendező: Eros Djarot
- Wallers letzter Gang – rendező: Christian Wagner

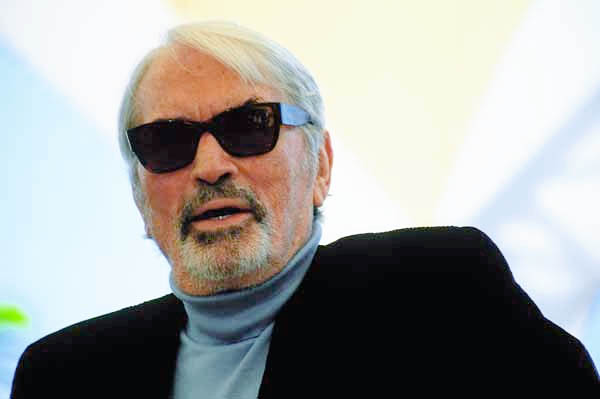
Gregory Peck (2000)

- Warszawa Koluszki– rendező: Jerzy Zalewski
- Vang csiao ka men (Wàng jiǎo Kǎ mén)[8] (Ahogy peregnek a könnyek)– rendező: Vong Kar-vaj (王家衛, Wong Kar-wai)

#### Rövidfilmek
- Blind Curve – rendező: Gary Markowitz
- Der Mensch mit den modernen Nerven – rendező: Bady Minck
- La femme mariée de Nam Xuong – rendező: Tran-Anh Hung
- Le porte-plume – rendező: Marie-Christine Perrodin
- Les trois soldats – rendező: Kamal Musale
- Trombone en coulisses – rendező: Hubert Toint
- Work Experience – rendező: James Hendrie
- Wstega Mobiusa – rendező: Lukasz Karwowski

### Rendezők Kéthete
- Caracas – rendező: Michael Schottenberg
- Der Siebente Kontinent (A hetedik kontinens) – rendező: Michael Haneke
- Der Philosoph (A filozófus) – rendező: Rudolf Thome
- Eat a Bowl of Tea (A szemük sem áll jól) – rendező: Wayne Wang
- El Río que nos lleva – rendező: Antonio del Real
- Gorod Zero (Zéró város) – rendező: Karen Sahnazarov
- Il piccolo diavolo (A kisördög) – rendező: Roberto Benigni
- Maria von den Sternen – rendező: Thomas Mauch
- Melancholia – rendező: Andi Engel
- Niu Peng (Niu Peng) (Fájdalmam, Kína) – rendező: Taj Szacsie (戴思杰, Dai Sijie)
- Piccoli equivoci – rendező: Ricky Tognazzi
- Sidewalk Stories (Mesék a járdán) – rendező: Charles Lane
- Sis – rendező: Zülfü Livaneli
- Speaking Parts (Szöveges szerepek) – rendező: Atom Egoyan
- Yaaba – rendező: Idrissa Ouedraogo

## Díjak

### Nagyjátékfilmek
- Arany Pálma: Sex, Lies, and Videotape (Szex, hazugság, videó)[4] – rendező: Steven Soderbergh
- A zsűri nagydíja:
  - Nuovo cinema Paradiso (Cinema Paradiso) – rendező: Giuseppe Tornatore
  - Trop belle pour toi (Túl szép hozzád) – rendező: Bertrand Blier
- A zsűri díja: Jésus de Montréal (Montreáli Jézus)[6]  – rendező: Denys Arcand
- Legjobb rendezés díja: Dom za vesanje (Cigányok ideje) – rendező: Emir Kusturica
- Legjobb női alakítás díja: Meryl Streep – Evil Angels[5] (Sikoly a sötétben)
- Legjobb férfi alakítás díja: James Spader – Sex, Lies, and Videotape (Szex, hazugság, videó)
- Legjobb művészi hozzájárulás díja: Mystery Train – rendező: Jim Jarmusch

### Rövidfilmek
- Arany Pálma (rövidfilm): 50 ans[9] – rendező: Gilles Carle
- A zsűri dicsérete (animációs rövidfilm):
  - Performance Pieces – rendező: Tom Abrams
  - Yes We Can – rendező: Faith Hubley

### Arany Kamera
- Arany Kamera: Az én XX. századom – rendező: Enyedi Ildikó
- Arany Kamera – Külön dicséret:
  - Piravi – rendező: Shaji N. Karun
  - Wallers letzter Gang – rendező: Christian Wagner

### Egyéb díjak
- FIPRESCI-díj: Sex, Lies, and Videotape (Szex, hazugság, videó)[4] – rendező: Steven Soderbergh
- Technikai nagydíj: Kuroi ame (Fekete eső) – rendező: Imamura Sóhei
- Különdíj:[10] Gregory Peck
- Ökumenikus zsűri díja: Jésus de Montréal (Montreáli Jézus)[6]  – rendező: Denys Arcand
- Ökumenikus zsűri külön dicsérete:
  - Kuroi ame (Fekete eső) – rendező: Imamura Sóhei
  - Yaaba[11] – rendező: Idrissa Ouedraogo
- Ifjúság díja külföldi filmnek: Caracas[11] – rendező: Michael Schottenberg
- Ifjúság díja francia filmnek: Erreur de jeunesse[12]  – rendező: Radovan Tadic